# L'amorosa menzogna
L'amorosa menzogna ('La mentira de amor') es un corto documental de 1949 dirigido por Michelangelo Antonioni. Participó en el Festival de Cannes de 1949.

## Reparto
- Annie O'Hara
- Sergio Raimondi
- Sandro Roberti
- Anna Vita